# Eloise Harriet Stannard

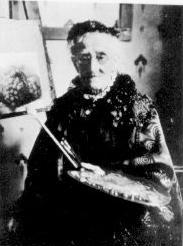
Eloise Harriet Stannard, 1904

Eloise Harriet Stannard (* 1829 in Norwich, England; † 2. Februar 1915 ebenda) war eine englische Malerin von Stillleben. Sie wird zur Norwich School gezählt.

## Leben
Eloise Harriet Stannard wurde 1829 als eines von 14 Kindern von Alfred Stannard (1806–1899), dem Bruder von Joseph Stannard (1797–1830), beide bedeutende Landschaftsmaler der Norwich School, in Norwich, Norfolk, England, geboren. Sie lernte bei ihrem Vater, wahrscheinlich zusammen mit ihrer Cousine Emily Stannard (1803–1885), Tochter von Joseph Stannard, und Maria Margitson, einer Nichte von John Berney Ladbrook, bei ihrem Vater zeichnen. Gesundheitlich eingeschränkt hielt sie sich selten im Freien auf und erreichte in jungen Jahren ihre Meisterschaft in der Stilllebenmalerei. Erste Ausstellungsbeiträge in der British Institution (London) gehen in das Jahr 1852 zurück, gefolgt 1856 von ihrer ersten Ausstellung in der Royal Academy of Arts (London). In diesen beiden führenden Häusern sollten jeweils rund 30 weitere Ausstellungen zeit ihres Lebens folgen. Schon zu Lebzeiten verkaufte Eloise Harriet Stannard ihre Werke äußerst erfolgreich (angeblich wurden alle von ihr nach London zu Ausstellungen verschickten Ölgemälde dort auch verkauft) zunächst in Norwich, später regelmäßig in London. Nach dem Tod ihrer Mutter in 1873 übernahm sie in der großen Familie zahlreiche Verpflichtungen und konnte nicht mehr an ihre frühere Produktivität und Qualität anknüpfen.
Es sind aus den späten Jahren vor allem kleinere Formate (8 bis 15 in. Seitenlänge) und mehr einer Studie verhaftete Arbeiten, an denen sie
bis ins hohe Alter kontinuierlich im Atelier arbeitete. Eloise Harriet Stannard starb am 2. Februar 1915 unverheiratet und kinderlos in Norwich.

## Sujets
Von Eloise Harriet Stannard sind ausschließlich Stillleben in Öl auf Leinwand bekannt, vor allem Früchte (diese häufiger als Blumen),
die in Körben und Schalen auf einer zurückhaltend gesetzten Steinplatte ruhend in leuchtenden Farben und geschickt farblich akzentuiert mit Blättern und Laub vor meist monochromen Hintergrund dargeboten werden. Zu den zur damaligen Zeit in Ostengland durchaus exotischen Früchten wie Ananas, Granatapfel etc. sind Rechnungen lokaler Obsthändler bis heute erhalten geblieben und zeugen vom Willen zur möglichst realistischen Detaildarstellung der Künstlerin. Kleine Tiere (Insekten, Käfer, Schnecken) ergänzen gelegentlich die vor allem sommerlichen und herbstlichen Arrangements in zurückhaltender Weise. Winterszenen, Vögel oder Wildbret (dies vor allem bei Emily Stannard zentrales Thema) als Hauptmotiv sehen wir nur sehr selten. Beerenfrüchte und kleine Körbe sind indes typisch für ihr Spätwerk.
Die teils großformatigen Werke (bis zu 30 in. Seitenlänge) aus den frühen Jahren 1850 bis 1870 ragen qualitativ aus dem Œuvre deutlich heraus.
Den Zenit ihres Könnens hat sie in den kombinierten Stillleben aus Blumen und Früchten in den 60er Jahren erreicht.
Die Inspiration der stilbildenden Werke von de Heem (besonders Girlanden und Bouquets bei Cornelis de Heem) und durch van Huysum (vor allem die Arbeiten des späten Jan van Huysum) ist deutlich erkennbar.
Um 1865 trennte sich Stannard vom Kolorit der frühen Niederländer und die für ihre Werke typischen aus sich heraus leuchtenden Farben zogen in ihre Gemälde ein. Die Motive werden jetzt in einen Außenraum-Kontext gesetzt, die Darstellung im direkten Sonnenlicht erzeugt eine Leuchtkraft, die für ihre Gemälde charakteristisch bleiben wird. Stannard verstärkt den Farbeindruck durch mehrere, übereinander aufgetragene Schichten unterschiedlicher Farben, so dass darunterliegende Schichten teilweise hindurch scheinen und einen besonderen Farbeindruck geben. Die Kompositionen setzen zunehmend Kontrastfarben in unmittelbare Nachbarschaft. Braune, erdfarbene Schatten und Hintergründe lösen ab 1865 die zuvor kühl in blau/grau/grün gehaltenen Flächen ab. Textureffekte der Früchte werden nie durch reliefartigen Farbauftrag erreicht. Der Pinselstrich ist sehr fein und kaum erkennbar, in Streiflichtansicht erscheint der Farbauftrag oft ungewöhnlich glatt.
Ein nicht geringer Teil der Werke ist als Medaillon rund oder oval gefasst. Diese sind häufig noch in den verzierten Originalrahmen, die P. Townsend, ein örtlicher Kunsthändler, mit dem bereits ihr Vater zusammenarbeitete, versehen.

## Signatur
Typischerweise findet sich die leserliche, in handschriftlich geschwungenen Buchstaben gesetzte Signatur der Ölgemälde rechts oder links unten als E. H. Stannard oder E. H. S., in der Regel ergänzt um eine vierstellige Jahreszahl. Das H. erscheint oft wie ein M. Nicht selten ist die Signatur diagonal gesetzt.

## Rezeption heute
Die gefälligen Stillleben sind wegen ihrer herausragenden Qualität, der Farbigkeit und ihrem Hang zur detailliert realistischen Darstellung vor allem der Oberflächen von Früchten und Blättern ein beliebtes Motiv von kommerziellen Reproduktionen auf Postern, Kalendern, Postkarten etc. und dadurch einem breiten Publikum weithin bekannt.
Die einige Male im Jahr vor allem in London und Ostengland aus Privatbesitz zu Auktionen gelangenden Werke finden im internationalen Markt Beachtung und erreichen häufig Liebhaberpreise.
Eloise Harriet Stannard zählt heute, wie schon zu ihren Lebzeiten, zu den herausragenden Stilllebenmalern Europas im 19. Jahrhundert.

## Werke in Sammlungen
Die größte öffentliche Sammlung der Werke von E. H. Stannard befindet sich im Norwich Castle Museum.
Zahlreiche kleinere und späte Arbeiten befinden sich in Privatbesitz vorwiegend in Norwich; einzelne herausragende Gemälde in internationalen Privatsammlungen. Zu den großen Hauptwerken zählen By the Old Garden Wall von 1864 (25 × 31 in.) und Garland of Fruits and Flowers von 1865 (30 × 24 in.).

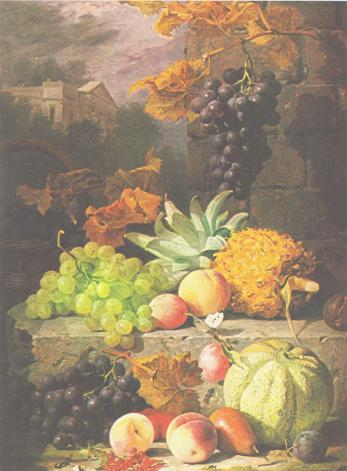
By the Old Garden Wall, 1864
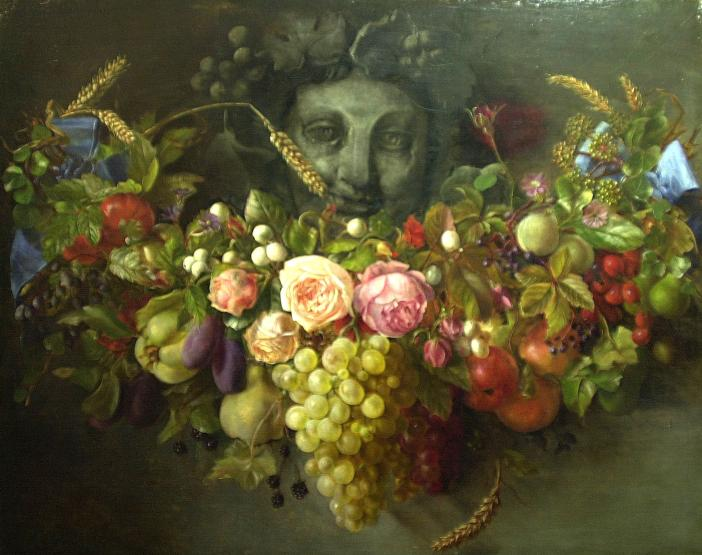
Garland of Fruits and Flowers, 1865
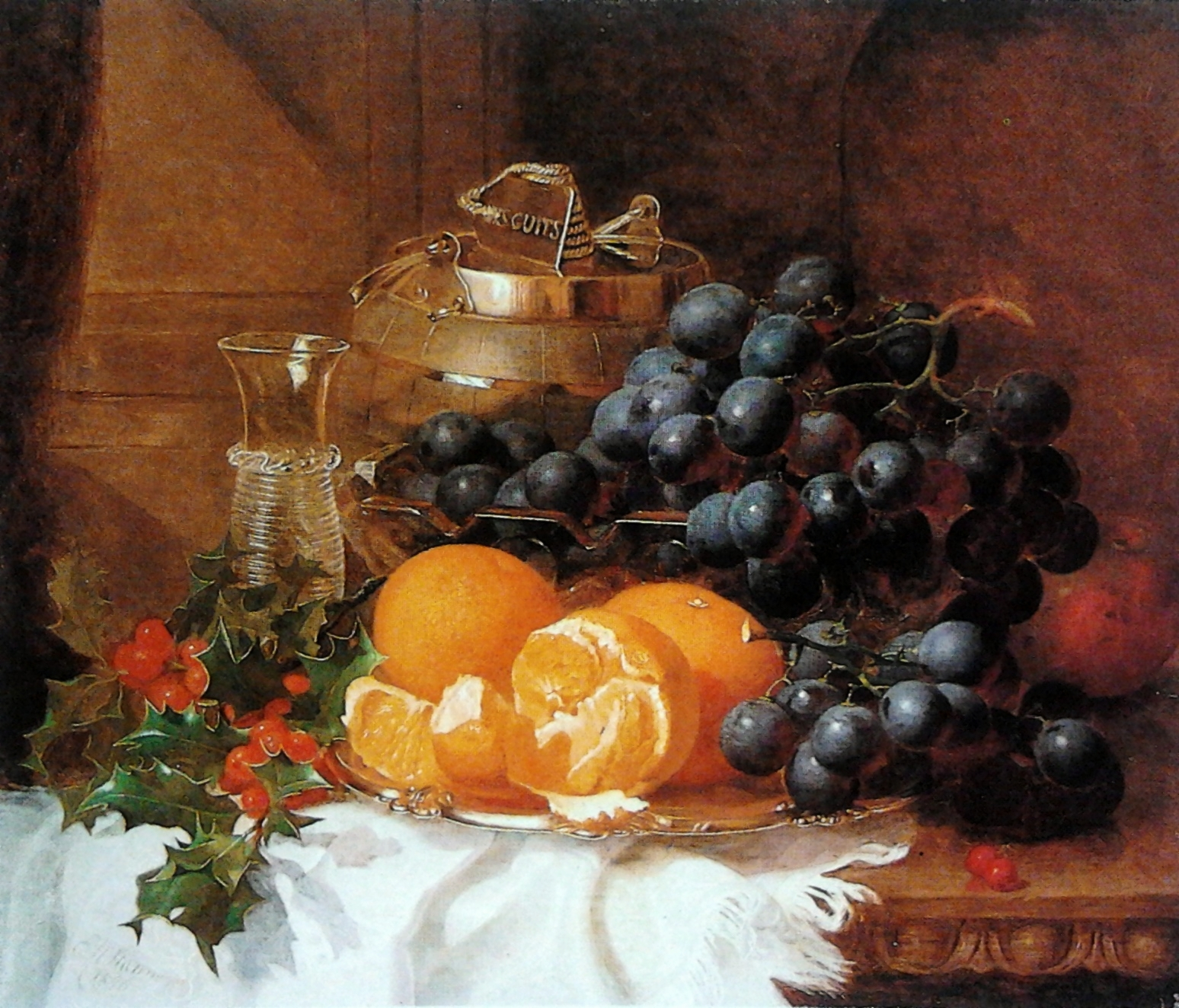
Stannard Christmas still life
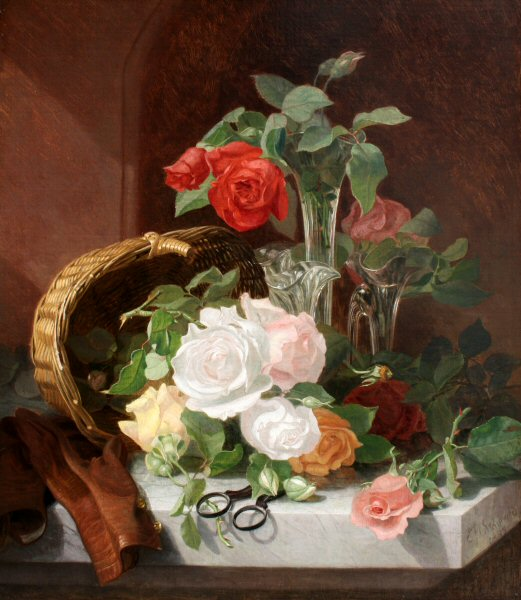
A Still Life of Flowers in a Glass Epergne